# Opel Laubfrosch
De Opel 4 PS, beter bekend als Opel Laubfrosch, was een kleine auto van het familiebedrijf Opel. De auto werd geproduceerd in het Duitse dorp Rüsselsheim.
De 4 PS verwijst naar het aantal pk van de auto, namelijk vier.
De auto had meestal een groene kleur omdat de groene kleur in Duitsland voor geluk stond.
De Laubfrosch werd in 1931 vervangen door de Opel 1.2 L die de voorganger was van de Opel Kadett.